# Atıf Yılmaz
Atıf Yılmaz Batıbeki (* 9. Dezember 1925 in Mersin, Türkei; † 5. Mai 2006 in Istanbul) war ein türkischer Filmregisseur, Drehbuchautor und Filmproduzent. Er stammt von einer kurdischen Familie aus Palu in der Provinz Elazığ ab.
Yılmaz war einer der renommiertesten Regisseure der Türkei. In 55 Jahren drehte er fast 120 Filme. 
Nach seiner Schulzeit in seinem Heimatort Mersin studierte er zunächst Rechtswissenschaft an der Universität Istanbul, später Malerei an der Akademie für schöne Künste. Sein erster Film entstand im Jahre 1951. Er drehte Sozial- wie Melodramen, Provinzkomödien oder romantische Komödien sowie Populär-Epen. In vielen seiner Filme thematisierte er die Rolle der Frau in der Gesellschaft. In seinem etwas unbekannteren türkischen Kultklassiker Bekle Dedim Gölgeye (Warte, sagte ich dem Schatten, 1990) thematisierte er wie in Eylül Firtinasi (Septembersturm, 1999) auch die Zeit der Militärdiktatur und war einer der wenigen türkischen Regisseure, die sich mit der Thematik künstlerisch auseinandersetzten.
Yılmaz beeinflusste mehrere Generationen türkischer Regisseure wie Zeki Ökten, Şerif Gören, Ali Özgentürk und Yılmaz Güney.
Yılmaz starb im Alter von 80 Jahren. Bei seiner Beerdigung waren u. a. der türkische Staatspräsident Ahmet Necdet Sezer und der türkische Parlamentspräsident Bülent Arınç anwesend.

## Filme (Auswahl)
- 1966: O schönes Istanbul (Ah Güzel Istanbul)
- 1972/74: Die Bedauernswerten (Zavallılar); Co-Regie: Yılmaz Güney
- 1975: Yusuf der Narr (Deli Yusuf)
- 1978: Kibar Feyzo
- 1978: Selvi Boylum Al Yazmalım
- 1979: Das Opfer (Adak)
- 1986: Die Mühle (Degirmen)
- 1986: Ah… Belinda
- 1990: Die zweite Frau (Berdel)
- 1990: Warte, sagte ich dem Schatten (Bekle Dedim Gölgeye)
- 1999: Septembersturm (Eylül firtinasi)
- 2004: Die falsche Verlobte (Eğreti Gelin)
- 2008: Irzi girik (Eğreti Gelin)